# Urie (Wyoming)
Urie es un lugar designado por el censo ubicado en el condado de Uinta en el estado estadounidense de Wyoming. En el año 2010 tenía una población de 262 habitantes.

## Geografía
Urie se encuentra ubicado en las coordenadas 41°18′31.88″N 110°20′6.71″O / 41.3088556, -110.3351972. 